# Filmmuseum Berlin
Het Filmmuseum van Berlijn is een van de zes filmmusea van Duitsland. Het museum werd in september 2000 op de Potsdamer Platz geopend.
In het museum wordt de gehele geschiedenis van de Duitse film getoond (van de 18e eeuw tot nu), en de Duitse actrice Marlene Dietrich neemt een bijzondere plaats in in het museum. Bovendien heeft het museum een bibliotheek met een omvangrijke boeken- en tijdschriftenverzameling.